# عرمتي
عرمتي قرية صغيرة في ناحية عين شقاق التابعة لمنطقة جبلة في محافظة اللاذقية. بلغ عدد سكانها 846 نسمة عام 2004.